# Świadek nadziei: Życie Karola Wojtyły, papieża Jana Pawła II
Świadek nadziei: Życie Karola Wojtyły, papieża Jana Pawła II – amerykański film dokumentalny, przedstawiający życiorys Karola Wojtyły, późniejszego papieża, Jana Pawła II. Scenariusz stworzony na podstawie książki George’a Weigela pt. Świadek nadziei. Biografia Papieża Jana Pawła II.

## Opis
Autorzy tego dokumentu, oprócz przybliżenia informacji z życia Karola Wojtyły, starają się wytłumaczyć fakt popularności papieża Polaka. Poprzez przeprowadzone wywiady z bliskimi Wojtyle osobami, a także tymi, na których życie Papież wywarł ogromny wpływ, twórcy filmu zakreślają portret wyjątkowego człowieka renesansu - charyzmatycznego intelektualisty, artysty, filozofa, mistyka i poety, a co najważniejsze, głowy Kościoła katolickiego końca XX wieku. 
Poza wypowiedziami ludzi, którzy znali papieża, film składa się również z wywiadów z politykami, ekspertami, które są przeplatane materiałami archiwalnymi z pielgrzymek Jana Pawła II i jego zdjęciami z lat młodości.

## Obsada
- René Auberjonois jako narrator
- George Weigel jako on sam
- Jan Paweł II jako on sam (materiały archiwalne)